# Каменка (Изюмский район)
Каменка (укр. Кам'янка, прежнее название — Стратилатовка) — село в Изюмском районе Харьковской области Украины. Является административным центром Каменского сельсовета, в который также входят сёла Синичино, Сухая Каменка и Тихоцкое. С первых дней полномасштабного вторжения российской армии на Украину в селе происходили ожесточенные бои. В результате боев не осталось ни одного уцелевшего дома. Освобождено в ходе контрнаступления украинских сил осенью 2022 года.

## Население
Население по переписи 2001 года составляло 1226 человек.

## География
Село Каменка находится на правом берегу реки Северский Донец, выше по течению на расстоянии в 2 км расположен город Изюм, ниже по течению на расстоянии в 5 км — село Синичино.
Через село протекает река Грековка, выше по течению которой сделана большая запруда (пруд Грековка).

## История
Основано в 1707 году. Изначально зто был просто двор возле устья речки Каменки. С 1797 года село Каменка (по названию местной церкви именовавшееся также Стратилатовка) принадлежало царскому духовнику Андрею Самборскому, который отдал его в приданое за дочерью, вышедшей замуж за В. Ф. Малиновского, первого директора Царскосельского лицея.
В 1839—1841 годах здесь хозяйствовал зять Малиновского, Владимир Вольховский (1798—1841), лицеист первого выпуска. Здесь же он умер и был похоронен.

### История села в XX веке
Во время гражданской войны на Украине село несколько раз переходило из рук в руки. В 1923 году была проведена принудительная коллективизация и создана артель «Сторожеяровская» из 60 дворов.
Во время Голодомора умерло не менее чем 144 жителя села.

### После 1991 года
Село было разрушено при вторжении России на Украину. По словам местных жителей, погибло 50 или 60 человек, многие пропали без вести.
В январе 2023 года полицейские обнаружили российские неразорвавшиеся боеприпасы: 2 мины, 5 выстрелов от гранатометов, 8 ручных гранат, 6 снарядов калибра 100-мм.

## Экономика
В Каменке находятся молочно-товарная ферма, рыбоводческое хозяйство «Изюмрыба», СЗАО, и Изюмский завод стройматериалов, ЗАО.

## Транспорт
Через село проходит автомобильная дорога E 40 (М-03). На улице Украинской находится автобусная остановка «Село Каменка». Также в Каменку ходит автобусный маршрут № 29 из города Изюма.

## Объекты социальной сферы
- Клуб (разрушен в ходе боев в 2022 году).
- Стадион.
- Школа (разрушена в ходе боев в 2022 году).

## Достопримечательности
- Братская могила советских воинов.
- Обнажение верхне- и среднеюрских отложений. На левом берегу р. Грековки в обрывах высотой до 50 м обнажаются плотные пестрые глины, относящиеся к кимериджскому ярусу, оолитовые известняки и ракушняки келловейского и оксфордского ярусов (верхняя юра), заключающие большое количество фауны (брахиопод, пелеципод, игл морских ежей, а также остатки водорослей), под ними залегают гравелиты келловейского яруса. Ниже обнажаются зеленовато-серые туфогенные песчаники и глины c растительными остатками, выделенные Л. Ф. Лунгерсгаузеном в каменскую свиту батского яруса (средняя юра)[8].
- Памятник битве Мономаха с половцами в 911 году. Установлен в 2011 году. [источник не указан 813 дней]